# Beta Trianguli
Beta Trianguli (Beta Tri, β Trianguli, β Tri) è la stella più luminosa della costellazione del Triangolo, nonostante le sia stata assegnata la lettera greca beta nella nomenclatura di Bayer.
La sua magnitudine apparente è + 3,00 e dista 127 anni luce dal sistema solare. È conosciuta anche con il nome tradizionale di Deltotum, di origine latina, o Deltron, di origine greca. Entrambe le denominazioni si riferiscono alla lettera greca "Delta", il cui simbolo (Δ) richiama la forma della costellazione del Triangolo.

## Osservazione
La sua posizione moderatamente boreale fa sì che questa stella sia osservabile specialmente dall'emisfero nord, in cui si mostra alta nel cielo nella fascia temperata; dall'emisfero australe la sua osservazione risulta invece più penalizzata, specialmente al di fuori della sua fascia tropicale. La sua magnitudine pari a +3,00 le consente di essere scorta con facilità anche dalle aree urbane di moderate dimensioni.
Il periodo migliore per la sua osservazione nel cielo serale ricade nei mesi compresi fra settembre e febbraio; nell'emisfero nord è visibile anche per un periodo maggiore, grazie alla declinazione boreale della stella, mentre nell'emisfero sud può essere osservata solo durante i mesi della tarda primavera e inizio estate australi.

## Caratteristiche
Deltotum è una binaria spettroscopica; la principale è classificata di tipo A5III, come gigante, anche se in realtà dalla luminosità e dal raggio, pare sia ancora una subgigante, che si appresta a divenire una vera e propria gigante solo in futuro, aumentando considerevolmente le sue dimensioni. La compagna è una nana gialla simile al Sole, che completa un'orbita attorno alla principale in un periodo di 31,8 giorni, ad una distanza che varia da 0,17 a 0,42 UA.
Osservazioni del 2005 con il telescopio spaziale Spitzer mostrano un eccesso di radiazione infrarossa attorno al sistema, che suggerisce la presenza di un disco circumstellare, simile a quello che circonda Vega, avente una temperatura di circa 100 K.